# Felsőpásztély
Felsőpásztély (Rosztokapásztély, ukránul: Розтоцька Пастіль) település Ukrajnában, Kárpátalján, az Ungvári járásban.

## Fekvése
Nagybereznától keletre, Alsópásztély és Oroszmocsár közt fekvő település.

## Nevének eredete
Nevét szláv eredetűnek tartják. Alsó- és Felsőrosztoka neve arra utal, hogy a falu két patak összefolyásánál jött létre. Pásztély utótagja talán szláv névből keletkezett, de elképzelhető, hogy a magyar pásztor, szláv pastuch megfelelőjéből jött létre.

## Története
A falu két patak összefolyásánál keletkezett. Nevét 1588-ban említette először oklevél „Rosztoka Pasztély” néven. 1768-ban „Roztoka Pásztilly”, 1773-ban „Rosztoka Passtely”, „Rosztokj” formában említik.
A 18. század végén Vályi András így ír róla: „PASZTELY. Berezna Pasztely, Kis Pasztely, Rosztoka Pasztely, és Kosztolna Pasztely. Négy Orosz falu Ungvár Vármegyében, földes Uraik külömbféle Urak, lakosaik ó hitüek, és másfélék, fekszenek Ungvárhoz mintegy négy mértföldnyire, távolag egymástól, határbéli földgyeik középszerűek, hegyesek, és nehéz mivelésűek.”
Fényes Elek 1851-ben kiadott geográfiai szótárában így ír a faluról: „Pasztély (Rosztóka), orosz f., Ungh vmegyében, 413 g. kath., 10 zsidó lak. Gör. kath. paroch. templom. F. u. a kamara. Ut. p. Ungvár.”
1903-ban az országos helynévrendezéskor kapta a Felsőrosztoka nevet, megkülönböztetésül a szomszédos (Alsópásztély, Begenátpásztély) településtől, amely ugyancsak a patak mentén, Felsőpásztélytól kissé északabbra fekszik. 1913-ban „Felsőpásztély” néven írták.
A trianoni béke előtt Ung vármegye Nagybereznai járásához tartozott. Az első világháborút követően a mesterségesen létrehozott Csehszlovákiához csatolták, majd 1938-tól ismét Magyarországhoz tartozott 1944 őszéig, amikor a szovjet csapatok megszállták.
Ennek következtében 1945-ben az Ukrán Szovjet Szocialista Köztársaság, s ezzel együtt a Szovjetunió részévé vált. 1991 óta a független Ukrajna része.

## Népessége
1910-ben 361 lakosából 356 ruszin volt; ebből 4 római katolikus, 344 görögkatolikus, 13 izraelita volt.
| 2001 | 284 |

A népesség anyanyelv szerinti megoszlása a teljes népesség %-ában (2001)